# Dunderland Station
Dunderland Station (Dunderland stasjon) er en jernbanestation på Nordlandsbanen, der ligger i Rana kommune i Norge. Stationen består af nogle få spor, en perron med et læskur og en stationsbygning i rødmalet træ. Stationen er desuden center for sneberedskab og har remise og drejeskive. Stigningen mod Saltfjellet begynder ved stationen.
Stationen åbnede 1. maj 1945, da banen blev forlænget dertil fra Grønfjelldal. Den fungerede som endestation, indtil det næste stykke af banen til Lønsdal åbnede 10. december 1947.
Stationsbygningen blev opført i 1947 efter tegninger af Gudmund Hoel og M. Løken. Den toetages bygning er opført i træ og rummede oprindeligt ekspedition, telegraf, ventesal og restaurant i stueetagen samt en tjenestebolig på første sal. Desuden er der en enetages tilbygning, der oprindeligt fungerede som pakhus. Den tresporede remise blev opført i beton i 1955 efter tegninger af J. Kristiansen. Derudover er der 15 overnatningsbygninger, funktionærboliger og banevogterboliger, der blev opført fra 1946 til 1955, blandt efter tegninger af G. Nordtvedt. De er nu solgt fra til private.